# Anything Worth Doing, Is Worth Overdoing
Anything Worth Doing, Is Worth Overdoing è l'ottavo album in studio dei Pretty Maids, uscito nel 1999 per l'Etichetta discografica Massacre Records.

## Tracce
Tutte le canzoni sono scritte da Ronnie Atkins e da Ken Hammer.
1. Snakes in Eden - 5:15
2. Destination Paradise - 3:31
3. Hell on High Heels - 4:08
4. When the Angels Cry - 5:52
5. Back Off - 3:50
6. Only in America - 4:01
7. With These Eyes - 5:15
8. Anything Worth Doing Is Worth Overdoing - 4:11
9. Scent of My Prey - 4:11
10. Face Me - 4:26
11. Love Shine - 4:47

## Formazione
- Ronnie Atkins – voce
- Ken Hammer - chitarra
- Kenn Jackson - basso
- Michael Fast – batteria